# Thực phẩm hữu cơ

Rau củ quả từ trang trại hữu cơ thuộc công ty Riverford Organic Farmers.

Logo "Euro-Blatt", con dấu hữu cơ theo Quy định (EC) số 834/2007 về sản xuất hữu cơ và ghi nhãn sản phẩm hữu cơ của Ủy ban Châu Âu.

Thực phẩm hữu cơ là thực phẩm được sản xuất theo phương pháp tuân thủ các tiêu chuẩn của canh tác hữu cơ bền vững. Các tiêu chuẩn khác nhau trên toàn thế giới, nhưng canh tác hữu cơ có các thực hành xoay vòng các nguồn lực, thúc đẩy cân bằng sinh thái và bảo tồn đa dạng sinh học. Các tổ chức quy định các sản phẩm hữu cơ có thể hạn chế sử dụng một số loại thuốc trừ sâu và phân bón trong các phương pháp canh tác được sử dụng để sản xuất các sản phẩm đó. Thực phẩm hữu cơ thường không được chế biến bằng cách sử dụng chiếu xạ, dung môi công nghiệp hoặc phụ gia thực phẩm tổng hợp.
Trong thế kỷ 21, Liên minh châu Âu, Hoa Kỳ, Canada, Mexico, Nhật Bản và nhiều quốc gia khác yêu cầu nhà sản xuất phải có được Chứng nhận hữu cơ để bán thực phẩm của họ dưới dạng  hữu cơ . Mặc dù sản phẩm của vườn bếp thực sự có thể là hữu cơ, nhưng việc bán thực phẩm có nhãn hữu cơ được quy định bởi các cơ quan chính quyền an toàn thực phẩm, như Chương trình hữu cơ quốc gia của Bộ Nông nghiệp Hoa Kỳ (USDA) hoặc Ủy ban châu Âu (EC).
Từ góc độ môi trường, bón phân, sản xuất thừa và sử dụng thuốc trừ sâu trong canh tác thông thường có thể ảnh hưởng tiêu cực đến hệ sinh thái, đa dạng sinh học, nước ngầm và nước uống. Những vấn đề môi trường và sức khỏe này nhằm giảm thiểu hoặc tránh trong canh tác hữu cơ.
Nhu cầu thực phẩm hữu cơ chủ yếu được thúc đẩy bởi mối quan tâm của người tiêu dùng đối với sức khỏe cá nhân và môi trường.
Tuy nhiên, từ góc độ của khoa học và người tiêu dùng, không có đủ bằng chứng trong tài liệu khoa học và y học để hỗ trợ cho rằng thực phẩm hữu cơ an toàn hơn hoặc tốt cho sức khỏe hơn thực phẩm thông thường.. Mặc dù có thể có một số khác biệt về hàm lượng chất dinh dưỡng và chất chống độc của thực phẩm được sản xuất hữu cơ và thông thường, tính chất thay đổi của sản xuất thực phẩm, vận chuyển, lưu trữ và xử lý gây khó khăn cho việc khái quát hóa kết quả. Khẳng định rằng "thực phẩm hữu cơ có vị ngon hơn" thường chưa được chứng minh qua các bài đánh giá.
Nông nghiệp hữu cơ có chi phí sản xuất cao hơn và năng suất thấp hơn, chi phí lao động cao hơn và giá tiêu dùng cao hơn so với các phương pháp canh tác thông thường.

## Ý nghĩa và nguồn gốc thuật ngữ
Đối với phần lớn lịch sử của thuật ngữ này, nông nghiệp có thể được mô tả là hữu cơ; Chỉ trong thế kỷ 20, một nguồn cung lớn các sản phẩm mới, thường được coi là không hữu cơ, được đưa vào sản xuất thực phẩm. Phong trào canh tác hữu cơ phát sinh vào những năm 1940 để đáp ứng với công nghiệp hóa của nông nghiệp.
Năm 1939, Walter Ernest Christopher James, Nam tước thứ 4 của  Northbourne (một ngôi làng và giáo xứ dân sự gần Deal ở Kent, Anh) đã đặt ra thuật ngữ canh tác hữu cơ trong cuốn sách Look to the Land (1940), từ quan niệm của ông về "nông trại như sinh vật", để mô tả một cách tiếp cận toàn diện, cân bằng sinh thái đối với nông nghiệp - trái ngược với những gì ông gọi là canh tác hóa học, dựa trên "khả năng sinh sản nhập khẩu" và "không thể tự cung cấp cũng như toàn bộ hữu cơ." Các nhà khoa học đất ban đầu cũng mô tả sự khác biệt về thành phần đất khi phân động vật được sử dụng là "hữu cơ", bởi vì chúng có chứa các hợp chất carbon, nơi mà các chất siêu phosphat và nitơ thường không xử lý. Việc sử dụng tương ứng của chúng ảnh hưởng đến hàm lượng mùn của đất. Điều này khác với cách sử dụng khoa học của thuật ngữ "hữu cơ" trong hóa học, trong đó đề cập đến một lớp các phân tử có chứa carbon, đặc biệt là những chất liên quan đến hóa học của sự sống. Nhóm phân tử này bao gồm mọi thứ có thể được coi là có thể ăn được, và bao gồm hầu hết các loại thuốc trừ sâu và độc tố, do đó, thuật ngữ "hữu cơ" và đặc biệt là thuật ngữ "vô cơ" (đôi khi được sử dụng sai như một sự tương phản của báo chí phổ biến) khi chúng áp dụng hóa học hữu cơ là một ngụy biện tương đương khi áp dụng vào nông nghiệp, sản xuất thực phẩm và cho chính thực phẩm.
Thuật ngữ được sử dụng đúng cách trong bối cảnh khoa học nông nghiệp này, "hữu cơ" dùng để chỉ các phương pháp được trồng và chế biến, không nhất thiết là thành phần hóa học của thực phẩm.
Ý tưởng rằng thực phẩm hữu cơ có thể lành mạnh hơn và tốt hơn cho môi trường bắt nguồn từ những ngày đầu của phong trào hữu cơ là kết quả của các ấn phẩm như cuốn sách The Living Soil năm 1943 và Trồng trọt và làm vườn vì sức khỏe hay bệnh tật (Farming and Gardening for Health or Disease) năm 1945.
Trong thời đại công nghiệp, làm vườn hữu cơ đạt đến mức độ phổ biến khiêm tốn ở Hoa Kỳ vào những năm 1950. Vào những năm 1960, các nhà bảo vệ môi trường và phản văn hóa đã vô địch thực phẩm hữu cơ, nhưng chỉ đến những năm 1970, một thị trường quốc gia cho thực phẩm hữu cơ phát triển.
Người tiêu dùng thời gian đầu quan tâm đến thực phẩm hữu cơ sẽ tìm kiếm các loại thuốc trừ sâu không được xử lý hóa học, không sử dụng thuốc trừ sâu, thực phẩm tươi hoặc chế biến tối thiểu. Họ chủ yếu phải mua trực tiếp từ người trồng. Sau đó, "Biết nông dân của bạn, biết thực phẩm của bạn" đã trở thành phương châm của một sáng kiến mới được USDA đưa ra vào tháng 9 năm 2009. Định nghĩa cá nhân về những gì cấu thành "hữu cơ" được phát triển thông qua kinh nghiệm trực tiếp: bằng cách nói chuyện với nông dân, xem điều kiện trang trại và các hoạt động nông nghiệp. Các trang trại nhỏ trồng rau (và chăn nuôi gia súc) bằng cách sử dụng canh tác hữu cơ, có hoặc không có chứng nhận, và người tiêu dùng cá nhân được theo dõi.
Vào những năm 1970, sự quan tâm đến thực phẩm hữu cơ tăng lên cùng với sự gia tăng của phong trào môi trường, và cũng bị thúc đẩy bởi những nỗi sợ về sức khỏe liên quan đến thực phẩm như những lo ngại về Chất điều tiết sinh trưởng B-9 (Daminozide) nảy sinh vào giữa những năm 1980.

### Định nghĩa pháp lý

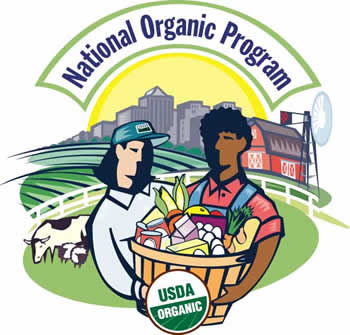
Chương trình hữu cơ quốc gia (do USDA điều hành) chịu trách nhiệm về định nghĩa pháp lý về hữu cơ tại Hoa Kỳ và chứng nhận hữu cơ.

Sản xuất thực phẩm hữu cơ là một ngành tự điều chỉnh với sự giám sát của chính phủ ở một số quốc gia, khác với làm vườn tư nhân. Hiện tại, Liên minh Châu Âu, Hoa Kỳ, Canada, Nhật Bản và nhiều quốc gia khác yêu cầu các nhà sản xuất phải có chứng nhận đặc biệt dựa trên các tiêu chuẩn do chính phủ xác định để tiếp thị thực phẩm dưới dạng hữu cơ trong biên giới của họ. Trong bối cảnh của các quy định này, thực phẩm được bán dưới dạng hữu cơ được sản xuất theo cách tuân thủ các tiêu chuẩn hữu cơ được thiết lập bởi chính phủ quốc gia và các tổ chức thương mại công nghiệp hữu cơ quốc tế.
Tại Hoa Kỳ, sản xuất hữu cơ được quản lý theo Đạo luật Sản xuất Thực phẩm Hữu cơ năm 1990 (OFPA) và các quy định trong Tiêu đề 7, Phần 205 của Bộ luật Quy định Liên bang để đáp ứng các điều kiện cụ thể tại địa điểm bằng cách tích hợp văn hóa, sinh học và thực hành cơ học thúc đẩy chu kỳ tài nguyên, thúc đẩy cân bằng sinh thái và bảo tồn đa dạng sinh học. Nếu vật nuôi có liên hệ, vật nuôi phải được nuôi với việc tiếp cận thường xuyên với đồng cỏ và không sử dụng kháng sinh thường xuyên hoặc hormone tăng trưởng.
Thực phẩm hữu cơ chế biến thường chỉ chứa các thành phần hữu cơ. Nếu có thành phần phi hữu cơ, ít nhất một tỷ lệ nhất định trong tổng số thành phần thực vật và động vật phải là hữu cơ (95% tại Hoa Kỳ, Canada và Úc). Thực phẩm tự nhận là hữu cơ phải không có chất phụ gia thực phẩm nhân tạo và thường được chế biến với ít phương pháp, vật liệu và điều kiện nhân tạo hơn, như SmartFresh (làm chín hóa học), chiếu xạ thực phẩm và biến đổi gen.  Thuốc trừ sâu được cho phép miễn là không phải nhân tạo. Tuy nhiên, theo tiêu chuẩn hữu cơ của liên bang Hoa Kỳ, nếu sâu bệnh và cỏ dại không thể kiểm soát được thông qua quản lý, cũng như thông qua thuốc trừ sâu hữu cơ và thuốc diệt cỏ, "một chất có trong Danh sách quốc gia các chất tổng hợp được phép sử dụng trong hữu cơ sản xuất cây trồng có thể được áp dụng để ngăn chặn, ngăn chặn hoặc kiểm soát sâu bệnh, cỏ dại hoặc bệnh tật gây hại."  Một số nhóm đã kêu gọi các tiêu chuẩn hữu cơ cấm công nghệ nano trên cơ sở nguyên tắc phòng ngừa trước những rủi ro chưa biết của công nghệ nano.:5–6 Việc sử dụng các sản phẩm dựa trên công nghệ nano trong sản xuất thực phẩm hữu cơ bị cấm ở một số khu vực pháp lý (Canada, Anh và Úc) và không được kiểm soát ở những nơi khác.:2, mục 1.4.1(l)
Để được chứng nhận hữu cơ, các sản phẩm phải được trồng và sản xuất theo cách tuân thủ các tiêu chuẩn do quốc gia mà chúng được bán:
- Úc: Tiêu chuẩn hữu cơ NASAA[31]
- Canada:[32]
- Anh: DEFRA[33]
- Liên minh châu Âu: EU-Eco-regulation
  - Thụy Điển: KRAV[34]
  - Ba Lan: Hiệp hội sinh thái học Ba Lan[35]
  - Na Uy: Chứng nhận hữu cơ Debio[36]
- Ấn Độ: Chương trình quốc gia về sản xuất hữu cơ (NPOP)[37]
- Indonesia: BIOCert, điều hành bởi Bộ Nông nghiệp Indonesia.[38]
- Japan: Tiêu chuẩn JAS [39]
- Mexico: Hội đồng quốc gia về sản xuất hữu cơ (Consejo Nacional de Producción Orgánica), bộ phận Sagarpa[40]
- New Zealand: gồm ba bên; BioGro, AsureQuality và OFNZ
- United States: Tiêu chuẩn chương trình hữu cơ quốc gia (NOP)

Tại Hoa Kỳ, có bốn cấp độ hoặc danh mục khác nhau để ghi nhãn hữu cơ. 
1)‘100%’ Hữu cơ: Điều này có nghĩa là tất cả các thành phần được sản xuất hữu cơ. Nó cũng có thể có con dấu USDA.
2)‘Hữu cơ’: Ít nhất 95% hoặc nhiều hơn các thành phần là hữu cơ.
3)’Được làm bằng các thành phần hữu cơ ': Chứa ít nhất 70% thành phần hữu cơ.
4)‘Ít hơn 70% thành phần hữu cơ’: Ba trong số các thành phần hữu cơ phải được liệt kê dưới phần thành phần của nhãn.
Ở Hoa Kỳ, nhãn thực phẩm "tự nhiên" hoặc "tất cả tự nhiên" không có nghĩa là thực phẩm được sản xuất và chế biến hữu cơ.

## Nhận thức của cộng đồng
Có rất nhiều quảng cáo cũng như phổ biến cho công chúng rằng thực phẩm hữu cơ là an toàn hơn, dinh dưỡng hơn, và hương vị tốt hơn so với thực phẩm thông thường. Người tiêu dùng mua thực phẩm hữu cơ vì những lý do khác nhau, bao gồm cả những quan ngại về những ảnh hưởng của tập quán canh tác thông thường đối với môi trường, sức khỏe con người, động vật và phúc lợi xã hội.
Lý do quan trọng nhất cho việc mua thực phẩm hữu cơ có lẽ là niềm tin về các lợi ích sức khỏe cho các sản phẩm có giá trị dinh dưỡng cao hơn. Những sự tin tưởng này được thúc đẩy bởi các ngành công nghiệp thực phẩm hữu cơ, và đã thúc đẩy tăng nhu cầu tiêu dùng đối với thực phẩm hữu cơ mặc dù giá thành cao hơn và còn nhiều khó khăn trong việc khẳng định những lợi ích này một cách thuyết phục bằng khoa học. Nhãn hữu cơ cũng thu hút sự chú ý của người tiêu dùng để xem các sản phẩm là có giá trị dinh dưỡng tích cực hơn.
Ở Trung Quốc, ngày càng tăng mạnh nhu cầu sử dụng các sản phẩm hữu cơ và đặc biệt là sữa hữu cơ và thức ăn hữu cơ dành cho trẻ em. Sự chuyển hướng này của thị trường Trung Quốc xuất phát từ những nỗi lo thực phẩm, tồi tệ nhất là vụ việc có 6 trẻ em đã chết năm 2009 do tiêu thụ sữa bột chứa melamine, ngoài ra vụ bê bối sữa Trung Quốc xảy ra năm 2008 cũng khiến cho thị trường Trung Quốc chuyển hướng qua sữa hữu cơ và trở thành thị trường sữa hữu cơ lớn nhất thế giới (2014). Một cuộc khảo sát của Trung tâm nghiên cứu Pew năm 2012 đã chỉ ra có tới 41% người tiêu dùng Trung Quốc nghĩ an toàn thực phẩm là một vấn đề rất lớn, tăng gấp ba lần từ 12% vào năm 2008.

### Hương vị
Không có dẫn chứng khoa học nào đảm bảo rằng thực phẩm hữu cơ có mùi vị tốt hơn so với thực phẩm được cho là phi hữu cơ. Thậm chí còn có bằng chứng cho thấy một số trái cây hữu cơ khô hơn trái cây phát triển thông thường; khi trái cây hơi khô hơn cũng có thể khiến cho hương vị mãnh liệt hơn do nồng độ cao của chất hương liệu.
Một số loại thực phẩm như chuối, được hái khi chưa chín, được làm mát để ngăn chặn hiện tượng chín trong khi vận chuyển bán ra thị trường, sau đó chúng được gây chín nhanh chóng bằng các hóa chất propylen hoặc ethylen quá trình này có thể ảnh hưởng đến phẩm chất và hương vị của sản phẩm. Các vấn đề sử dụng ethylen làm chín trái cây trong sản xuất thực phẩm hữu cơ đang còn tranh cãi vì độ chín khi sử dụng lại không có tác động đến hương vị trái cây; những người phản đối cho rằng việc sử dụng nó chỉ có lợi lớn cho các công ty và sẽ khiến các tiêu chuẩn hữu cơ bị lỏng lẻo.

## Thành phần hóa học

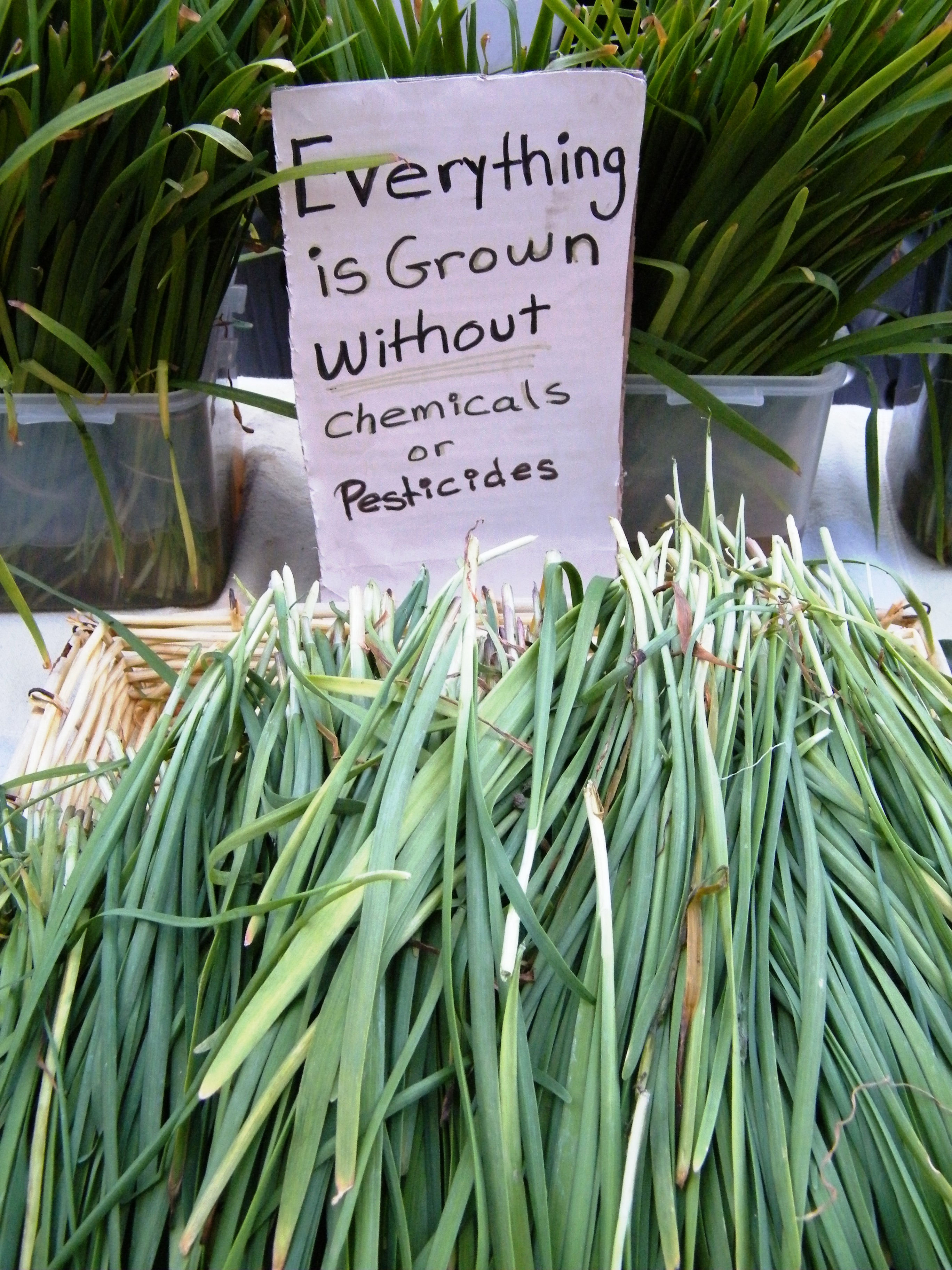
Thực phẩm hữu cơ của nông dân bày bán ngoài chợ

Sự khác biệt trong thành phần hóa học của thực phẩm hữu cơ và thực phẩm thông thường được nghiên cứu và xem xét trên các phương diện: chất dinh dưỡng, chất chống hấp thụ dinh dưỡng và dư lượng thuốc trừ sâu. Những nghiên cứu về sự khác biệt này thường bị đảo lộn bởi nhiều nhân tố và rất khó để khái quát do sự khác biệt trong các phân tích đã được thực hiện, các phương pháp thử nghiệm, và những thay đổi bất thường của nông nghiệp ảnh hưởng đến các thành phần hóa học của thực phẩm; những biến động trong thời tiết (mùa này sang mùa cũng như nơi này đến nơi); biện pháp canh tác (phân bón, thuốc trừ sâu, …); thành phần hóa học của đất trồng; các giống cây được sử dụng, và trong trường hợp của thịt và các sản phẩm sữa là các yếu tố trong kỹ thuật chăn nuôi. Sơ chế thực phẩm sau khi thu hoạch (cho dù là sữa tiệt trùng hay nguyên liệu), chiều dài của thời gian giữa thu hoạch và phân tích, cũng như điều kiện vận chuyển và lưu trữ, cũng ảnh hưởng đến các thành phần hóa học của mặt hàng thực phẩm. Ngoài ra, có bằng chứng cho rằng sản phẩm hữu cơ là khô hơn các sản phẩm phát triển thông thường. Thông thường điều này giải thích hương vị cao hơn là do nồng độ cao hơn chứ không phải là do lượng tốt hơn.

### Chất dinh dưỡng
Thực phẩm hữu cơ không giàu vitamin và khoáng chất hơn so với thực phẩm thông thường, kết luận do các nhà nghiên cứu trong một tổng kết được công bố tháng 9 năm 2009 trên tạp chí American Journal of Clinical Nutrition. Nhiều người cho rằng thực phẩm hữu cơ có hàm lượng các chất dinh dưỡng lớn hơn và do đó đem lại lợi ích sức khỏe lớn hơn sản phẩm nông nghiệp thông thường. Tuy nhiên, các nhà khoa học đã không chứng minh thuyết phục được rằng đây là kết quả phù hợp.
Các kết quả của phân tích chỉ rút ra được kết luận trong sản phẩm hữu cơ lượng nitơ thấp hơn và hàm lượng phosphor cao hơn sản phẩm thông thường. Hàm lượng của các chất dinh dưỡng hoặc các hợp chất khác không có sự khác biệt giữa hai loại thực phẩm hữu cơ và thông thường: Vitamin C, calci, kali, tổng chất rắn hòa tan, đồng, sắt, nitrat, mangan, natri.
Trong năm 2014 phân tích 343 mẫu nghiên cứu cho thấy cây trồng hữu cơ có nồng độ polyphenol cao hơn 17% so với các cây trồng thông thường. Nồng độ các axit phenolic, flavanon, stilben, flavon, flavonol, và anthocyanin được tăng lên, và đặc biệt là với flavanon cao hơn 69% thực phẩm thông thường.
Khảo sát năm 2012 của các nhà khoa học đã không tìm thấy sự khác biệt đáng kể trong hàm lượng vitamin của sản phẩm động thực vật nuôi trồng hữu cơ và nuôi trồng thông thường.
Một đánh giá năm 2011 phát hiện ra rằng các loại thực phẩm hữu cơ có một vi chất dinh dưỡng cao hơn tổng thể so với thực phẩm sản xuất thông thường. Trong thịt gà hữu cơ chứa hàm lượng cao các axit béo omega-3 hơn thịt gà thường. Các tác giả nhận thấy không có sự khác biệt trong hàm lượng các protein hay chất béo của sữa hữu cơ và sữa thông thường.
Một nghiên cứu năm 2016 phân tích thấy rằng thịt hữu cơ có nồng độ các chất béo bão hòa và chất béo không bão hòa đơn tương đương hoặc thấp hơn thịt thông thường, nhưng lại thấy mức độ cao hơn của cả axit béo omega-3 tổng thể và các axit béo không bão hòa đa.

### Chất ức chế hấp thụ dinh dưỡng
Lượng nitơ trong các loại thực phẩm, đặc biệt là rau ăn lá và ăn củ, được tìm thấy trong các sản phẩm hữu cơ thấp hơn các sản phẩm thông thường. Khi đánh giá độc tố môi trường như các kim loại nặng, Bộ Nông nghiệp Hoa Kỳ đã lưu ý rằng gà nuôi hữu cơ có thể hấp thụ asen thấp hơn. Đánh giá này sớm tìm được bằng chứng về nồng độ asen, cadmi hoặc các kim loại nặng khác có sự khác biệt đáng kể giữa các sản phẩm thực phẩm hữu cơ và thông thường. Đánh giá năm 2014 lại cho thấy nồng độ cadmi trong các hạt phát triển thu từ canh tác hữu cơ là thấp hơn.

### Dư lượng thuốc bảo vệ thực vật
Lượng thuốc bảo vệ thực vật còn lại trong hoặc trên thực phẩm được gọi là dư lượng thuốc bảo vệ thực vật. Tại Hoa Kỳ, trước khi một loại thuốc bảo vệ thực vật có thể được sử dụng trên một cây lương thực, Cơ quan Bảo vệ Môi trường Hoa Kỳ phải xác định xem loại thuốc bảo vệ thực vật đó có thể được sử dụng mà không gây ra nguy cơ nào đối với sức khỏe con người hay không.
Một phân tích tổng hợp năm 2012 xác định dư lượng thuốc bảo vệ thực vật có thể phát hiện trong 7% mẫu sản phẩm hữu cơ và 38% mẫu sản phẩm thông thường. Kết quả này là không đồng nhất về mặt thống kê, có khả năng là do mức độ biến thiên của sự phát hiện được sử dụng trong các nghiên cứu này. Chỉ có ba nghiên cứu báo cáo tỷ lệ ô nhiễm vượt quá giới hạn tối đa cho phép; tất cả các nghiên cứu này đều đến từ Liên minh châu Âu. Một phân tích tổng hợp năm 2014 cho thấy rằng dư lượng thuốc bảo vệ thực vật ở các sản phẩm thông thường có thể cao gấp 4 lần sản phẩm từ canh tác hữu cơ.
Hiệp hội Ung thư Hoa Kỳ đã tuyên bố rằng không có bằng chứng về tăng nguy cơ ung thư từ dư lượng thuốc bảo vệ thực vật trên thực phẩm thông thường, tuy nhiên họ vẫn khuyên nên rửa kỹ trái cây và rau quả. Họ cũng đã tuyên bố rằng không có nghiên cứu cho thấy thực phẩm hữu cơ làm giảm nguy cơ ung thư so với các loại thực phẩm được trồng với phương pháp canh tác thông thường.
Cơ quan Bảo vệ môi trường duy trì hướng dẫn nghiêm ngặt về quy chế của thuốc bảo vệ thực vật bằng cách thiết lập một tiêu chuẩn hàm lượng dư lượng thuốc bảo vệ thực vật được phép có trong hoặc trên bất kỳ thực phẩm nào. Mặc dù một số dư lượng có thể vẫn sót lại vào thời điểm thu hoạch, dư lượng có xu hướng giảm khi các loại thuốc bảo vệ thực vật bị phân hủy hoặc rửa trôi theo thời gian. Ngoài ra khi hàng hóa được rửa sạch và xử lý trước khi bán cũng khiến dư lượng được giảm hơn nữa.

### Nhiễm khuẩn
Một phân tích năm 2012 xác định tỷ lệ E.coli ô nhiễm là không đáng kể về mặt thống kê (7% trong sản phẩm hữu cơ và 6% trong sản xuất thông thường). Trong khi nhiễm khuẩn thường gặp ở cả hai sản phẩm động vật hữu cơ và thông thường, sự khác biệt về tỷ lệ nhiễm khuẩn giữa các sản phẩm động vật hữu cơ và thông thường cũng không đáng kể về mặt thống kê.